# Koukounará
Koukounará, en grec moderne : Κουκουναρά, est un village du dème de Kissamos, dans le district régional de La Canée, de la Crète, en Grèce. Selon le recensement de 2011, la population de Koukounará compte 41 habitants. Le village est situé à une altitude de 220 m et à une distance de 10 km de Kissamos. Le nom du village fait référence au pin parasol, en grec moderne : Κουκουναριά / Koukounariá.

## Recensements de la population
| Recensements | 1900 | 1920 | 1928 | 1940 | 1951 | 1961 | 1971 | 1981 | 1991 | 2001 | 2011 |
| ------------ | ---- | ---- | ---- | ---- | ---- | ---- | ---- | ---- | ---- | ---- | ---- |
| Population   | 171  | 114  | 120  | 213  | 205  | 185  | 140  | 120  | -    | 42   | 41   |